# Giulia Rizzon
Giulia Rizzon (Crema, 24 settembre 1993) è una calciatrice italiana, difensore e capitano del Como.

## Caratteristiche tecniche
Giocatrice duttile, nel corso della carriera è stata impiegata sia come centrocampista che nel reparto difensivo nel ruolo di difensore centrale.

## Carriera

### Club
Rizzon si interessa fin da giovanissima al calcio grazie alla passione trasmessa dal padre e dallo zio, che la incoraggiano a tesserarsi con una società di un paese vicino, la Luisiana. Dai 5 anni e mezzo è inserita nelle formazioni giovanili miste della Lusitania, giocando con i maschietti fino al raggiungimento dell'età massima stabilita dalla federazione. In seguito venne contattata dalla Bergamasca, società che le propone di vestire la propria maglia in una squadra di calcio interamente femminile.
Contattata dal Mozzanica, all'età di 14 anni decide di sottoscrivere un accordo con la società che la inserisce nelle formazioni giovanili, prima nelle Giovanissime per poi vestire la maglia biancoceleste nel Campionato Primavera di categoria. Le prestazioni offerte nei campionati giovanili convincono la società a concedergli fiducia inserendola in rosa nella formazione titolare.

### Nazionale
Rizzon viene convocata alle selezioni per le giovanili della nazionale di calcio femminile italiana, giocando la sua prima partita internazionale con la maglia azzurra della nazionale italiana Under-17 il 23 aprile 2009, nella partita vinta dall'Italia per 3 a 1 contro le pari età della Scozia nel secondo turno di qualificazione per i Campionati Europei di categoria 2009.

## Statistiche
Statistiche aggiornate al'11 maggio 2025.
| Stagione         | Squadra          | Campionato       | Campionato | Campionato | Coppe nazionali | Coppe nazionali | Coppe nazionali | Coppe continentali | Coppe continentali | Coppe continentali | Altre coppe | Altre coppe | Altre coppe | Totale | Totale |
| Stagione         | Squadra          | Comp             | Pres       | Reti       | Comp            | Pres            | Reti            | Comp               | Pres               | Reti               | Comp        | Pres        | Reti        | Pres   | Reti   |
| ---------------- | ---------------- | ---------------- | ---------- | ---------- | --------------- | --------------- | --------------- | ------------------ | ------------------ | ------------------ | ----------- | ----------- | ----------- | ------ | ------ |
| 2008-2009        | Mozzanica        | A2               | ?          | ?          | -               | ?               | ?               |                    | -                  | -                  |             | -           | -           | ?      | ?      |
| 2009-2010        | Mozzanica        | A2               | ?          | ?          | -               | ?               | ?               |                    | -                  | -                  |             | -           | -           | ?      | ?      |
| 2010-2011        | Mozzanica        | A                | ?          | 2          | CI              | ?               | 0               |                    | -                  | -                  |             | -           | -           | ?      | ?      |
| 2011-2012        | Mozzanica        | A                | 2          | 0          | CI              | ?               | 0               |                    | -                  | -                  |             | -           | -           | 2+     | 0      |
| 2012-2013        | Mozzanica        | A                | 25         | 1          | CI              | ?               | 0               |                    | -                  | -                  |             | -           | -           | 25+    | 1      |
| 2013-2014        | Mozzanica        | A                | 16         | 0          | CI              | ?               | 0               |                    | -                  | -                  |             | -           | -           | 16+    | 0      |
| 2014-2015        | Mozzanica        | A                | 14         | 0          | CI              | ?               | 0               |                    | -                  | -                  |             | -           | -           | 14+    | 0      |
| 2015-2016        | Mozzanica        | A                | 16         | 1          | CI              | 3               | 1               |                    | -                  | -                  |             | -           | -           | 19     | 1      |
| 2016-2017        | Mozzanica        | A                | 17         | 0          | CI              | 5               | 0               |                    | -                  | -                  |             | -           | -           | 22     | 0      |
| 2017-2018        | Mozzanica        | A                | 18         | 0          | CI              | 4               | 0               |                    | -                  | -                  |             | -           | -           | 22     | 0      |
| 2018-2019        | Mozzanica        | A                | 16         | 0          | CI              | 0               | 0               |                    | -                  | -                  |             | -           | -           | 16     | 0      |
| Totale Mozzanica | Totale Mozzanica | Totale Mozzanica | 124+       | 4+         |                 | 12+             | 1+              |                    | -                  | -                  |             | -           | -           | 136+   | 5+     |
| 2019-2020        | Como             | C                | ?          | ?          | CI-C            | ?               | ?               |                    | -                  | -                  |             | -           | -           | ?      | ?      |
| 2020-2021        | Como             | B                | ?          | ?          | CI              | ?               | ?               |                    | -                  | -                  |             | -           | -           | ?      | ?      |
| 2021-2022        | Como             | B                | 25         | 4          | CI              | 3               | 0               |                    | -                  | -                  |             | -           | -           | 28     | 4      |
| 2022-2023        | Como             | A                | 22         | 4          | CI              | 2               | 0               |                    | -                  | -                  |             | -           | -           | 24     | 4      |
| 2023-2024        | Como             | A                | 23         | 1          | CI              | 1               | 0               |                    | -                  | -                  |             | -           | -           | 24     | 1      |
| 2024-2025        | Como             | A                | 25         | 0          | CI              | 1               | 0               |                    | -                  | -                  |             | -           | -           | 26     | 0      |
| Totale Como      | Totale Como      | Totale Como      | 95+        | 9+         |                 | 7               | 0               |                    | -                  | -                  |             | -           | -           | 102+   | 9+     |
| Totale           | Totale           | Totale           | 219+       | 13+        |                 | 19+             | 1+              |                    | -                  | -                  |             | -           | -           | 238+   | 14+    |

## Palmarès

### Club
- Campionato italiano di Serie A2: 2

Mozzanica: 2009-2010
- Campionato italiano di Serie B: 1

Como: 2021-2022